# Науменко, Филипп Анатольевич
Фили́пп Анато́льевич Нау́менко (род. 28 декабря 1985, Москва) — российский политический и общественный деятель, член партии «Единая Россия», глава городского округа Реутов с декабря 2023 года.

## Биография
Родился 28 декабря 1985 года в городе Москва. Занимался футболом, в том числе в «Приалите». В 2002 году окончил школу № 1082, в 2007 — Московский энергетический институт (факультет «Финансы и кредит»), в 2012 — РАНХиГС (юридический факультет).
С апрель 2007 по сентябрь 2014 советник в Московской областной думе. Занимал должность первого заместителя председателя Союза садоводов городского округа Балашиха. В 2014 году избрался от многомандатного избирательного округа № 3 в совет депутатов городского округа Балашиха, стал председателем комитета по торговле, бытовым услугам населению и предпринимательской деятельности. С марта 2017 года работал в должности заместителя главы администрации городского округа Балашихи, курировал вопросы внутренней политики, средств массовой информации, экономического развития, промышленности, науки, предпринимательства и сельского хозяйства. С декабря 2023 года назначен исполняющим обязанности главы городского округа Реутов, 1 февраля 2024 года состоялась церемония инаугурации.
Награждён почётным знаком Московской областной думы «За труды», почётным знаком Московской областной думы «За трудовую доблесть», знаком губернатора Московской области «Благодарю», медалью торгово-промышленной палаты Российской Федерации «За заслуги в предпринимательстве».